# Nazionale maschile under 21 di calcio del Belgio
La Nazionale di calcio belga Under-21 è la rappresentativa calcistica Under-21 del Belgio ed è posta sotto l'egida della federazione calcistica belga (URBSFA/KBVB).

## Partecipazioni ai tornei internazionali

### Europeo U-21
- 1978: Non qualificata
- 1980: Non qualificata
- 1982: Non qualificata
- 1984: Non qualificata
- 1986: Non qualificata
- 1988: Non qualificata
- 1990: Non qualificata
- 1992: Non qualificata
- 1994: Non qualificata
- 1996: Non qualificata
- 1998: Non qualificata
- 2000: Non qualificata
- 2002: Primo turno
- 2004: Non qualificata
- 2006: Non qualificata
- 2007: Semifinale
- 2009: Non qualificata
- 2011: Non qualificata
- 2013: Non qualificata
- 2015: Non qualificata
- 2017: Non qualificata
- 2019: Primo turno
- 2021: Non qualificata
- 2023: Primo turno

## Record individuali
Tra parentesi gli anni di militanza. Accanto al numero di presenze nella tabella "Presenze" tra parentesi il numero di reti segnate, viceversa nella tabella "Reti". Sono comprese anche le presenze e le eventuali reti con la nazionale olimpica.
| Presenze - 36 (0) Jean-François Gillet (1996-2002) - 29 (5) Faris Haroun (2004-2008) - 28 (7) Maarten Martens (2003-2007) - 27 (4) Tom de Mul (2004-2008) - 25 (0) Axel Smeets (?-?) - 20 (4) Jonathan Blondel (2002-2007) - 19 (3) Grégory Dufer (2000-2003) - 19 (0) Günther Vanaudenaerde (2004-2006) - 18 (1) Sébastien Pocognoli (2006-2008) - 18 (3) Stijn De Smet (2004-2008) - 18 (7) Jeanvion Yulu-Matondo (2005-2008) | Reti - 10 (12) Cédric Roussel (1997-1999) - 8 (8) Wesley Sonck (1997-1999) - 7 (28) Maarten Martens (2003-2007) - 7 (18) Jeanvion Yulu-Matondo (2005-2008) - 6 (17) Benjamin De Ceulaer (2004-2005) - 5 (29) Faris Haroun (2004-2008) - 4 (27) Tom de Mul (2004-2008) - 4 (20) Jonathan Blondel (2002-2007) - 4 (9) Christian Benteke (2009-2012) - 4 (9) Giuseppe Rossini (?-2008) |

## Commissari tecnici
- 1989-1999: Ariël Jacobs
- 1999-2011: Jean-François de Sart
- 2011-2011: Francky Dury
- 2011-2012: Jean-François Remy (interim)
- 2012-2015: Johan Walem
- 2015-2017: Vincenzo Scifo

## Tutte le Rose

### Europei
Campionato d'Europa Under-21 UEFA 20021 Gillet, 2 Vrancken, 3 De Roeck, 4 Maertens, 5 Lachambre, 6 Vandenbroeck, 7 Theunis, 8 Van Dessel, 9 De Wilde, 10 Soetaers, 11 Grégoire, 12 Renard, 13 Teelen, 14 Turacı, 15 Reigel, 16 Chatelle, 17 Delorge, 18 Van Dooren, 19 Dufer, 20 Daerden, 21 Huysegems, 22 Mardulier, CT: De Sart
Campionato d’Europa Under-21 UEFA 20071 Bailly, 2 De Roover, 3 Colpaert, 4 Vermaelen, 5 Mulemo, 6 Lombaerts, 7 Overmeire, 8 Haroun, 9 Mirallas, 10 Vertonghen, 11 Martens, 12 Boeckx, 13 Gillet, 14 De Mul, 15 Pocognoli, 16 De Sutter, 17 Fellaini, 18 Ciman, 19 De Smet, 20 Vanden Borre, 21 Cordier, 22 Blondel, 23 Witsel, CT: De Sart
Campionato d'Europa Under-21 UEFA 20191 Jackers, 2 Cools, 3 Bornauw, 4 Faes, 5 De Norre, 6 Bastien, 7 Mbenza, 8 Heynen, 9 Leya Iseka, 10 S. Schrijvers, 11 Lukebakio, 12 De Wolf, 13 Bushiri, 14 Omeonga, 15 De Sart, 16 Verschaeren, 17 Saelemaekers, 18 J. Schrijvers, 19 Amuzu, 20 Wouters, 21 Teunckens, 22 Cobbaut, 23 Mangala, CT: Walem
Campionato d'Europa Under-21 UEFA 20231 Vandevoordt, 2 Siquet, 3 Debast, 4 Pletinckx, 5 De Winter, 6 Vranckx, 7 Openda, 8 Matazo, 9 Vertessen, 10 Balikwisha, 11 Ramazani, 12 Lammens, 13 Patris, 14 De Cuyper, 15 Al-Dakhil, 16 Engels, 17 Descotte, 18 Deman, 19 Keita, 20 Van der Brempt, 21 Delanghe, 22 De Ketelaere, 23 Raskin, CT: Mathijssen

## Rosa attuale
Lista dei 23 giocatori convocati per il Campionato europeo di calcio Under-21 del 2023 in Georgia e Romania.
Presenze e reti aggiornate al 14 giugno 2023.
| N. | Pos. | Giocatore              | Data nascita (età)         | Pres. | Reti | Squadra              |
| -- | ---- | ---------------------- | -------------------------- | ----- | ---- | -------------------- |
|    | P    | Maxime Delanghe        | 23 maggio 2001 (22 anni)   | 2     | 0    | PSV                  |
|    | P    | Senne Lammens          | 7 luglio 2002 (20 anni)    | 4     | 0    | Club Bruges          |
|    | P    | Maarten Vandevoordt    | 26 febbraio 2002 (21 anni) | 8     | 0    | Genk                 |
|    | D    | Ameen Al-Dakhil        | 1º aprile 2002 (21 anni)   | 3     | 0    | Burnley              |
|    | D    | Maxim De Cuyper        | 22 dicembre 2000 (22 anni) | 7     | 1    | Westerlo             |
|    | D    | Koni De Winter         | 12 giugno 2002 (21 anni)   | 10    | 0    | Genoa                |
|    | D    | Zeno Debast            | 24 ottobre 2003 (19 anni)  | 0     | 0    | Sporting Lisbona     |
|    | D    | Louis Patris           | 7 giugno 2001 (22 anni)    | 4     | 0    | OH Lovanio           |
|    | D    | Ewoud Pletinckx        | 10 ottobre 2000 (22 anni)  | 4     | 0    | OH Lovanio           |
|    | D    | Hugo Siquet            | 9 luglio 2002 (20 anni)    | 10    | 0    | Cercle Bruges        |
|    | D    | Ignace Van der Brempt  | 1º aprile 2002 (21 anni)   | 10    | 1    | Salisburgo           |
|    | C    | Olivier Deman          | 6 aprile 2000 (23 anni)    | 7     | 1    | Cercle Bruges        |
|    | C    | Arne Engels            | 8 settembre 2003 (19 anni) | 1     | 0    | Augusta              |
|    | C    | Mandela Keita          | 10 maggio 2002 (21 anni)   | 4     | 0    | Anversa              |
|    | C    | Eliot Matazo           | 15 febbraio 2002 (21 anni) | 9     | 0    | Monaco               |
|    | C    | Nicolas Raskin         | 23 febbraio 2001 (22 anni) | 6     | 1    | Rangers              |
|    | C    | Aster Vranckx          | 4 ottobre 2002 (20 anni)   | 8     | 0    | Wolfsburg            |
|    | A    | Michel-Ange Balikwisha | 10 maggio 2001 (22 anni)   | 7     | 1    | Anversa              |
|    | A    | Charles De Ketelaere   | 10 marzo 2001 (22 anni)    | 6     | 1    | Atalanta             |
|    | A    | Anthony Descotte       | 3 agosto 2003 (19 anni)    | 0     | 0    | Charleroi            |
|    | A    | Loïs Openda            | 16 febbraio 2000 (23 anni) | 15    | 13   | Lens                 |
|    | A    | Largie Ramazani        | 27 febbraio 2001 (22 anni) | 4     | 2    | Almería              |
|    | A    | Yorbe Vertessen        | 8 gennaio 2001 (22 anni)   | 9     | 3    | Union Saint-Gilloise |